# Yquebeuf
Yquebeuf (1801 noch mit der SchreibweiseYcquebeuf) ist eine französische Gemeinde mit 239 Einwohnern (Stand: 1. Januar 2022) im Département Seine-Maritime in der Region Normandie. Sie gehört zum Arrondissement Rouen und zum Gemeindeverband Inter-Caux-Vexin.
Im Jahr 1823 wurde das Dorf Colmare nach Yquebeuf eingemeindet.

## Geografie
Die Gemeinde Yquebeuf liegt etwa 23 Kilometer nordöstlich von Rouen in der Landschaft Pays de Caux. Durch den kalkhaltigen Untergrund gibt es in der Gemeinde keine oberirdischen Fließgewässer. Umgeben wird Yquebeuf von den Nachbargemeinden Critot im Norden, Rocquemont im Osten, Estouteville-Écalles im Südosten, La Rue-Saint-Pierre im Süden sowie Cailly im Westen. Durch Yquebeuf führt die Autoroute A28.

## Bevölkerungsentwicklung
| Jahr      | 1962 | 1968 | 1975 | 1982 | 1990 | 1999 | 2011 | 2022 |
| Einwohner | 135  | 119  | 123  | 180  | 224  | 218  | 255  | 239  |

Im Jahr 1831 wurde mit 320 Bewohnern die bisher höchste Einwohnerzahl ermittelt. Die Zahlen basieren auf den Daten von cassini.ehess und INSEE.

## Sehenswürdigkeiten
- Kirche Saint-Étienne in Yquebeuf aus dem Jahr 1769
- Reste der ehemaligen Pfarrkirche im Ortsteil Colmare, heute in privatem Besitz

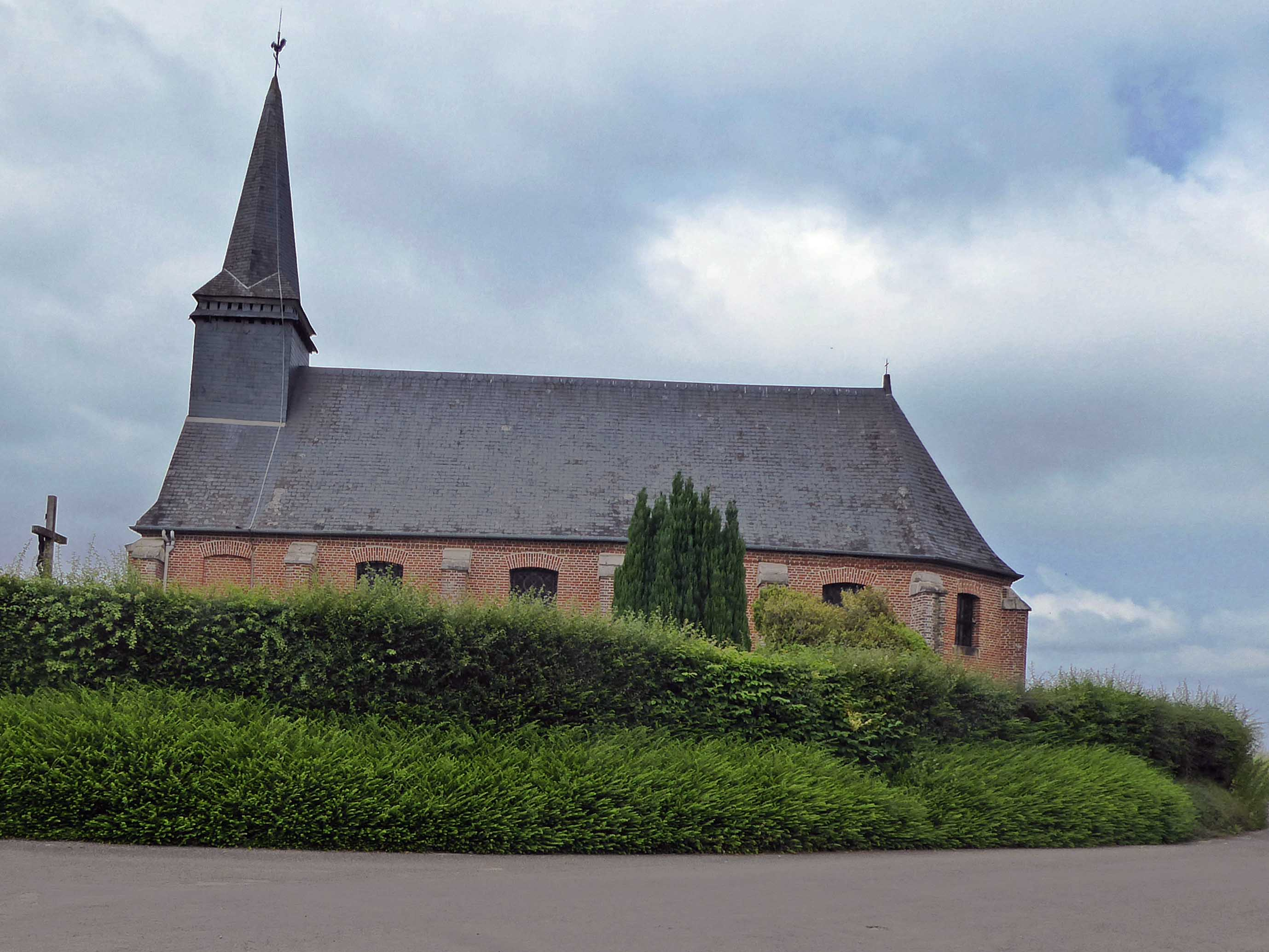
Kirche Saint-Étienne

## Wirtschaft und Infrastruktur
In der Gemeinde Yquebeuf sind elf Landwirtschaftsbetriebe ansässig (Getreide- und Kartoffelanbau, Rinder- und Geflügelzucht).
Yquebeuf ist verkehrstechnisch gut erschlossen. Durch die Gemeinde führt die Autoroute A 28 mit einem Anschluss zwei Kilometer südwestlich. In der sieben Kilometer östlich gelegenen Gemeinde Buchy befindet sich auch nächstgelegene Bahnhof.

## Belege
1. ↑  Ortsname auf cassini.ehess.fr
2. ↑  Colmare auf cassini.ehess.fr
3. ↑  Yquebeuf auf cassini.ehess
4. ↑  Yquebeuf auf INSEE
5. ↑  Landwirtschaftsbetriebe auf annuaire-mairie.fr (französisch)